# 斑条燕鳐
斑条燕鳐（学名：Cypselurus suttoni）为飞鱼科燕鳐属的鱼类，俗名苏氏飞鱼、苏氏燕鳐鱼。在中国，分布于南海、台湾恒春等海域。该物种的模式产地在Nauru、Gilbert群岛。